# D1001 (Somme)
De D1001 is een departementale weg in het Noord-Franse departement Somme. De weg loopt van de grens met Oise via Amiens en Abbeville naar de grens met Pas-de-Calais. In Val-d'Oise loopt de weg als D301 verder richting Beauvais en Parijs. In Pas-de-Calais loopt de weg verder als D901 richting Boulogne-sur-Mer en Calais.
In de ringweg van Amiens wordt de weg kort onderbroken door de N1.

## Geschiedenis
Oorspronkelijk was de D1001 onderdeel van vier routes nationales. Het deel tussen Oise en Amiens was onderdeel van de N16, het deel tussen Amiens en Yzeux van de N35A, het deel tussen Yzeux en Abbeville van de N35 en het deel tussen Abbeville en Pas-de-Calais van de N1. De N1 liep toen via een westelijkere route, de huidige D901, verder naar Parijs. In 1973 werd dit westelijke deel overgedragen aan de departementen. De N1 ging toen in haar geheel via de huidige D1001 lopen.
In 2006 werd de weg overgedragen aan het departement Somme, omdat de weg geen belang meer had voor het doorgaande verkeer vanwege de parallelle autosnelweg A16. De weg is toen omgenummerd tot D1001.